# 매니악 캅 3: 죽음의 뱃지
《매니악 캅 3: 죽음의 뱃지》(영어: Maniac Cop III: Badge of Silence)는 미국에서 제작된 윌리엄 러스티그 감독의 1992년 슬래셔 영화이다. 《매니악 캅 2: 코델》(1990)의 속편이자 매니악 캅 시리즈 세 번째 작품이다. 로버트 다비, 로버트 즈다 등이 출연하였고, 래리 코언이 각본을 썼다.

## 줄거리
부두교 사제가 의식을 통해 "미치광이 경찰" 맷 코델을 부활시킨다. 한편 경찰 케이티 설리번은 프랭크 제섭이 편의점에서 강도질을 벌이는 현장에 출동한다. 케이티는 약사 보조인 계산대 직원이 인질로 잡히자 프랭크를 쏘아 제압하지만 직원은 분노하며 케이티에게 총을 쏜다. 케이티는 직원이 실은 프랭크의 여자친구이며, 전부 연출된 것에 불과했다는 걸 깨닫는다. 십자 포화 끝에 직원이 사망하고 케이트는 뇌사로 혼수 상태에 빠진다.
언론은 공범인 직원을 부상당한 강도 프랭크를 구하려던 무해한 희생자로, 케이티는 과잉 대응으로 강경 진압을 하다가 선량한 시민을 희생시킨 권력 남용의 대표 주자 “미치광이 케이트"(Maniac Kate)로 둔갑시킨다. 케이티는 코델과 결혼하는 꿈을 꾸다가 자신을 곁에서 지켜보던 형사 숀 매키니의 손을 잡고 잠시 눈을 뜨지만 다시 혼수상태에 빠진다.
코델은 케이티가 입원한 병원에 찾아가 제세동기 패들로 당직 의사를 죽이고, 엑스선 방사의 모든 수치를 최고로 올려 담당의도 죽게 만든 뒤 특종을 위해 케이티를 악역으로 몰아간 기자들을 살해한다. 이어 프랭크의 수갑을 풀어준 뒤 곁에 열쇠 꾸러미와 총 한 자루를 놓는다. 자유의 몸이 된 프랭크는 병원에 입원 중이던 다른 범죄자들도 풀어주지만 숀과 대치한 끝에 사망한다. 코델은 케이트를 데리고 사라진다.
숀과 의사 수전은 하수도를 달린 끝에 사제와 코델이 있는 부두교 회당에 닿는다. 코델은 인간 시절 케이트와 연인이었으며, 사제에게 케이트의 의식이 되돌아오게 만들라고 강요한다. 하지만 케이트의 영혼은 돌아오길 거부하고, 코델은 실패한 사제를 죽여 버린다. 이 과정에서 초가 쓰러져 케이트와 코델의 몸에 불이 붙고 케이트가 사망한다.
불타는 코델은 그대로 순찰차에 올라 구급차에 탄 수전과 숀의 뒤를 쫓는다. 숀은 불타는 순찰차에 산소통을 던져 폭파시킨다. 후에 영안실에서 숯이 된 케이트의 시체 옆에 코델의 유해가 놓인다. 검시관이 등을 보인 사이 코델의 손이 케이트의 손을 향해 움직이고, 이를 감지한 검시관이 의아한 얼굴로 고개를 돌리며 영화가 끝난다.

## 출연진
- 로버트 즈다 - 매슈 "맷" 코델 경관 / 미치광이 경찰 역
- 로버트 다비 - 숀 매키니 경위 역
- 케이틀린 덜레이니 - 수전 파울러 의사 역
- 그레천 베커 - 케이티 설리번 순경 역
- 폴 글리슨 - 행크 쿠니 역
- 재키 얼 헤일리 - 프랭크 제섭 역
- 줄리어스 해리스 - 웅강 말페퇴르 역
- 그랜드 L. 부시 - 윌리엄 역
- 더그 서반트 - 피터 마이어슨 의사 역
- 로버트 포스터 - 파월 의사 역
- 보비 디치코 - 비숍 역
- 버네사 마케즈 - 테리 역